# Funiculaire Monte San Salvatore
Pour les articles homonymes, voir San Salvatore.
Le funiculaire Monte San Salvatore est une ligne de funiculaire dans le canton du Tessin en Suisse, reliant la commune Paradiso, près de Lugano à la cime du Monte San Salvatore avec une station intermédiaire.
La station aval fut construite en 1890 par Franz Josef Bucher et Josef Durrer-Gasser et se trouve à 282 m d'altitude. Le funiculaire monte une pente maximale de 61 % en 12 minutes jusqu'à la gare amont à une altitude de 883 m. La ligne est divisée en deux sections, une de 814 m de Paradiso à Pazzallo, la seconde de Pazzallo à la station Monte San Salvatore de 815 m. À la station à mi-parcours, Pazzallo, se trouvent les moteurs des deux sections.